# San Diego Film Critics Society Awards 2005
I premi del 10° San Diego Film Critics Society Awards sono stati annunciati il 19 dicembre 2005.

## Premi assegnati

### Miglior attore
Philip Seymour Hoffman – Truman Capote - A sangue freddo

### Miglior attrice
Joan Allen – Litigi d'amore

### Miglior film di animazione
- Il castello errante di Howl (Hauru no ugoku shiro) di Hayao Miyazaki
  - La sposa cadavere (Corpse Bride) di Mike Johnson e Tim Burton
  - Wallace & Gromit - La maledizione del coniglio mannaro (The Curse of the Were-Rabbit) di Nick Park

### Miglior fotografia
Emmanuel Lubezki - The New World - Il nuovo mondo (The New World)

### Miglior regista
Bennett Miller – Truman Capote - A sangue freddo

### Miglior documentario
Grizzly Man

### Miglior montaggio
A History of Violence – Ronald Sanders

### Miglior film
King Kong

### Miglior film in lingua straniera
I figli della guerra (Voces inocentes), regia di Luis Mandoki • Messico

### Migliore scenografia
Sin City – Jeanette Scott

### Migliore sceneggiatura originale
Kiss Kiss Bang Bang – Shane Black

### Migliore adattamento della sceneggiatura
Truman Capote - A sangue freddo – Dan Futterman

### Miglior attore non protagonista
Jeffrey Wright – Broken Flowers

### Migliore attrice non protagonista
Rachel Weisz – The Constant Gardener - La cospirazione

### Premio speciale
Jake Gyllenhaal (come attore dell'anno per i film I segreti di Brokeback Mountain, Jarhead e Proof - La prova)